# Magnus William-Olsson

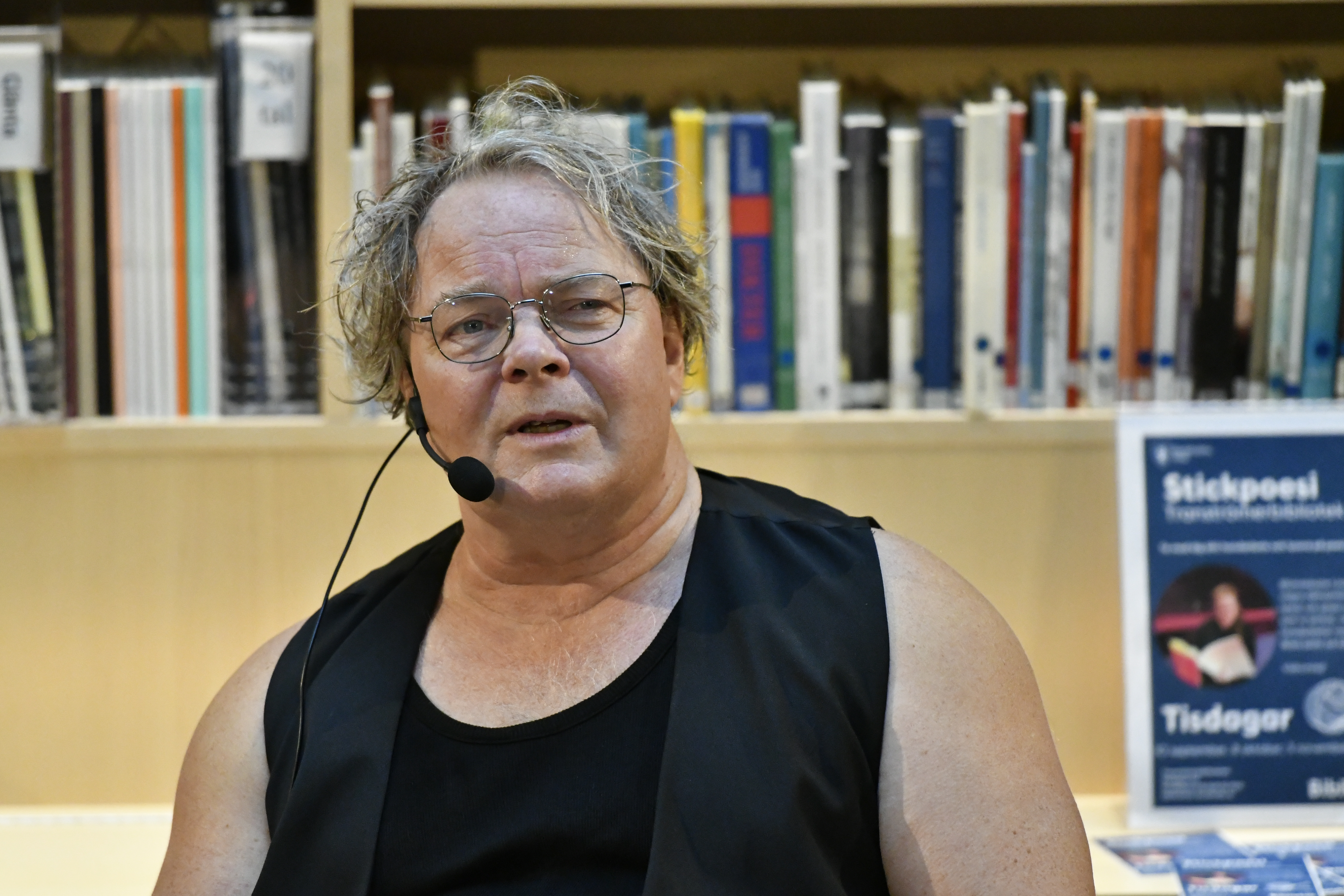
Magnus William-Olsson på Poesimässan 2024.

Magnus William-Olsson, född 6 november 1960 i Stockholm, är en svensk poet, essäist och översättare.

## Biografi
I början av 1980-talet var William-Olsson en av redaktörerna för tidskriften Åttiotal och under 1990 redaktör för Bonniers litterära magasin. Han är även verksam som litteraturkritiker i Aftonbladet och som översättare av såväl klassisk som modern poesi. Till de poeter han översatt, ibland i samarbeten, hör Sapfo, Pia Tafdrup, Konstantinos Kavafis, Antonio Gamoneda, Gloria Gervitz och Alejandra Pizarnik. 
William-Olsson är en av grundarna av och leder Fria seminariet i litterär kritik som samlar skandinaviska kritiker, författare, konstnärer och forskare till seminarier, föreläsningar och symposier. Våren 2016 tog han initiativ till Kritiklabbet som med finansiering av Bonnier Books startade sin verksamhet hösten samma år för att undersöka kritikens framtid i det nya medielandskapet. Inom ramen för Kritiklabbets arbete grundande han även poesikritiksajten Örnen och kråkan. Som essäist och kritiker har han främst ägnat sig åt poesi.
William-Olsson har samarbetat med många konstnärer och tonsättare. Tillsammans med tonsättaren Marie Samuelsson har han bland annat gjort verk för radio, kör, elektronik och soloinstrument. Tillsammans med konstnären John Sundkvist har han bland annat gjort en utställning på Gallerie Enkehuset. Med konstnären Mikael Lundberg har William-Olsson skapat ljudverket 37'  för radio och tillsammans med Mikael Lundberg, Agnes Monus och Ann Jäderlund gjorde han utställningen Varför är vi inte i paradiset? på Moderna Museet i Stockholm våren 2009. William-Olssons verk i utställningen 30 talande glaslurar, Spöken/Jag talar till de döda har sedan ställts ut i flera andra sammanhang. 
William-Olsson är redaktör för Wahlström & Widstrands utgivningsserie "W&W Internationell poesi" och förlaget Ariels skriftserie "Ariel litterär kritik". Hans verk finns översatta till ett tjugotal språk.

### Familj
Magnus William-Olsson är son till hjärtkirurgen Göran William-Olsson och sonson till professor William William-Olsson. Han har varit sambo med poeten Marie Silkeberg och de har tillsammans två barn, däribland dramaturgen Tom William-Olsson Silkeberg. Han har även varit sambo med författaren och glaskonstnären Sara Mannheimer.

## Priser och utmärkelser
- 1987 – Kallebergerstipendiet
- 1995 – Stipendium ur Lena Vendelfelts minnesfond
- 2001 – Lydia och Herman Erikssons stipendium
- 2005 – Karl Vennbergs pris
- 2010 – Bellmanpriset
- 2010 – Stora Läsarpriset: Årets diktsamling
- 2011 – Gunnar Ekelöf-priset
- 2012 – Stockholms stads hederspris: Litteratur
- 2015 – Ferlinpriset
- 2019 – Svenska Akademiens kritikerpris
- 2019 – Tegnérpriset
- 2020 –  H.M. Konungens medalj i guld av 8:e storleken för innovativa insatser för svensk poesi och litteraturkritik.[9]